# Pasparta
(ru) Gouvernement de la fédération de Russie, Loi fédérale du 3 juin 2011 no 107-FZ (telle que modifiée le 14 avril 2023) « Sur le calcul du temps », Moscou, 3 juin 2011 (lire en ligne)

Pasparta (en russe : Паспарта, en altaï méridional : Паспарты, Paspartı) est un village du raïon d'Oulagan dans la république de l'Altaï en Russie. Il fait partie de l'établissement rural de Balyktouïoul, dont le chef-lieu est Balyktouïoul. Sa population s'élevait à 287 habitants au recensement de 2021.

## Géographie
Le village de Pasparta se situe dans la république de l'Altaï, une république de Sibérie méridionale, en Russie. Il fait partie du district fédéral sibérien, et le village fait partie du raïon d'Oulagan, un raïons de la république du sud-est, qui compte 13 localités, avec Oulagan comme centre administratif.
Pasparta, comme toute la république de l'Altaï, est située dans le fuseau horaire MSK+4 (heure de Krasnoïarsk). Le décalage horaire appliqué par rapport au temps universel coordonné est +07:00.

## Histoire
D'après liste des lieux peuplés du territoire sibérien de 1928, le village a été fondé en 1766.

## Démographie
Recensements (*) et estimations de la population,,:
| 2002* | 2010* | 2012 | 2013 |
| ----- | ----- | ---- | ---- |
| 386   | 317   | 305  | 305  |

| 2014 | 2015 | 2016 | 2021* |
| ---- | ---- | ---- | ----- |
| 285  | 273  | 278  | 287   |

En 2002, sur les 386 habitants, il y avait 88 % d'Altaïens.

## Transports
Le village a une route vers la route d'Oulagan, route russe qui relie la rive sud du Teletskoïe à la route fédérale R256 à Aktach.